# James Yorkston
James Yorkston (Kingsbarns, 1971) è un cantautore e musicista scozzese.

## Discografia
Album
- Moving Up Country - 2002
- Just Beyond the River - 2004
- The Year of the Leopard' - 2006
- Roaring the Gospel - 2007
- 'Lang Cat, Crooked Cat, Spider Cat - 2007
- When the Haar Rolls In - 2008
- Folk Songs - 2009
- I Was A Cat From A Book - 2012
- The Route To The Harmonium - 2019
- The Wide Wide River - 2021

### Trio Yorkston/Thorne/Khan
- Everything Sacred - 2016
- Neuk Wight Delhi All-Stars - 2017
- Navarasa: Nine Emotions - 2020